# قواعد للراديكاليين
قواعد للراديكاليين: كتاب تمهيدي عملي للراديكاليين الواقعيين هو كتاب نُشر عام 1971 للناشط الاجتماعي والكاتب سول ألينسكي. يتناول استراتيجيات إدارة حركات التغيير بنجاح. يعد الكتاب الأخير لألينسكي ويجمع الدروس المستفادة من تجاربه في تنظيم المجتمعات منذ 1939 حتى 1971، موجهة للجيل الجديد من النشطاء بهدف توحيد المجتمعات ذات الدخل المنخفض لتحقيق الثروة والقوة بوسائل فعالة وسلمية.
مقسم إلى عشرة فصول، "قواعد للراديكاليين" يقدم دروسًا حول كيفية توحيد الأشخاص ضمن منظمة شعبية نشطة قادرة على إحداث التغيير في مجموعة متنوعة من القضايا. يتناول الكتاب موضوعات تشمل الأخلاق، التعليم، الاتصال، بناء الرموز والفلسفة السياسية، موجهاً تركيزه ليس فقط على تنظيم المجتمع بل وعلى قضايا أوسع نطاقًا.
رغم نشره للجيل الجديد من المنظمين في عصر الثقافة المضادة عام 1971، تم تطبيق مبادئ ألينسكي على نطاق واسع من قبل مختلف المنظمات الحكومية، والعمالية، والمجتمعية، والدينية، وقد ظهرت العناصر الرئيسية لأساليب تنظيمه كعناصر متكررة في الحملات السياسية في السنوات الأخيرة.

## إلهام
إلهام "قواعد للراديكاليين" استُمد من تجربة ألينسكي كمنظم مجتمعي ومن دروس تعلمها من أستاذه في جامعة شيكاغو، روبرت بارك، الذي كان يرى المجتمعات على أنها "انعكاسات للعمليات الأوسع لمجتمع حضري". طُورت الأساليب التي طبقها ألينسكي ووصفها في كتابه كدليل لتنظيم المجتمع للجيل الجديد من الراديكاليين الذين ظهروا في ستينيات القرن الماضي.
ألينسكي اعتقد بقوة في العمل الجماعي، مستمدًا إيمانه من تجاربه مع C.I.O. ومعهد أبحاث الأحداث في شيكاغو، حيث بدأ تطوير طريقته الفريدة في تنظيم المجتمع. تضمنت أعماله المتأخرة مع برنامج العمل المواطني تطوير ممارساته في التنظيم عبر تمكين الفقراء. استخدم ألينسكي بنية المجتمع وتمكين الفقراء كأدوات لخلق منظمات فعّالة، ورأى في المشاكل الاجتماعية المشتركة وسيلة لتوحيد السكان ضد "الأعداء" الخارجيين.

## القواعد
1. "القوة ليست فقط ما تملكه، بل هي ما يظن العدو أنك تمتلكه."
2. "لا تخرج أبدًا عن خبرة شعبك."
3. "كلما كان ذلك ممكنا، اذهب خارج خبرة العدو."
4. "اجعل العدو يرقى إلى مستوى كتاب القواعد الخاص به."
5. "السخرية هي أقوى أسلحة الإنسان. لا يوجد دفاع. يكاد يكون من المستحيل القيام بهجوم مضاد للسخرية. كما أنها تثير حفيظة الخصم، الذي يتفاعل بعد ذلك لصالحك."
6. "التكتيك الجيد هو الذي يستمتع به شعبك."
7. "التكتيك الذي يستمر لفترة طويلة يصبح عائقًا."
8. "واصل الضغط."
9. "التهديد عادة ما يكون أكثر رعبا من الشيء نفسه."
10. "إن الفرضية الرئيسية للتكتيكات هي تطوير العمليات التي من شأنها الحفاظ على الضغط المستمر على المعارضة."
11. "إذا دفعت السلبي بقوة وعمق بما فيه الكفاية فإنه سوف يخترق الجانب المقابل؛ وهذا يعتمد على مبدأ أن كل إيجابي له سلبياته."
12. "إن ثمن الهجوم الناجح هو البديل البناء."
13. "اختر الهدف، وقم بتجميده، وقم بتخصيصه، واستقطابه."